# مرآباد
مرآباد، روستایی در دهستان دامن بخش دامن شهرستان ایرانشهر در استان سیستان و بلوچستان ایران است.

## جمعیت
بر پایه سرشماری عمومی نفوس و مسکن در سال ۱۳۹۵، جمعیت این روستا برابر با ۴۰۹ نفر (۱۰۹ خانوار) بوده‌است.